# Akram Djahnit
Akram Djahnit est un footballeur algérien né le 3 avril 1991 à Sétif. Il évolue au poste de milieu offensif à l'ES Sétif .

## Biographie
Il dispute la Ligue des champions de la CAF en 2013 et en 2014 avec l'ES Sétif.

## Palmarès
ES Setif
- Championnat d'Algérie (4) :
  - Champion : 2011-12, 2012-13, 2014-15 et 2016-17.
- Coupe d'Algérie (1) :
  - Vainqueur : 2011-12.
  - Finaliste : 2016-17.
- Supercoupe d'Algérie (1)
  - Vainqueur : 2017.
  - Finaliste : 2013.
- Ligue des Champions de la CAF (1) :
  - Vainqueur : 2014
- Supercoupe de la CAF (1) :
  - Vainqueur : 2015

 USM Alger
Coupe de la Confédération de la CAF : (1)
Vainqueur : 2023
Supercoupe de la CAF : (1)
Vainqueur : 2023